# HNK Hajduk Split
El Hajduk és un club croat de futbol, de la ciutat de Split.
Des de 2008, el club és una societat anònima, tot i que no està cotitzada a la borsa pública, amb la majoria de les accions propietat de la ciutat de Split. És un dels dos equips esportius de Croàcia propietat dels aficionats, amb més de 43.000 membres el 2016, i va arribar als 100.000 membres el 2023. També hi ha més de 50 clubs de fans de Hajduk situats principalment per tot Croàcia i Alemanya, però també als Estats Units, Irlanda i Austràlia.

## Història
El club va ser fundat al pub U Fleků de Praga (aleshores formava part de l'Imperi Austrohongarès) per joves estudiants de Split. El club fou registrat oficialment el 13 de febrer de 1911. Durant l'època de l'imperi el club simpatitzà amb el partit procroat, que demanava la unificació de les diverses províncies croates. Durant la Segona Guerra Mundial, amb l'ocupació italiana de la ciutat, el club cessà les operacions i declinà un oferiment per participar en la lliga italiana. Acabada la guerra, Tito oferí al club la possibilitat de traslladar-se a Belgrad i ser el club oficial de l'exèrcit, però aquests van refusar i continuaren a la seva ciutat.

## Palmarès
- 8 Lliga croata de futbol: 2004/05, 2003/04, 2000/01, 1994/95, 1993/94, 1991/92, 1946,[3] 1941[3]
- 8 Copa croata de futbol: 2023/22, 2021/22, 2012/13, 2009/10, 2002/03, 1999/00, 1994/95, 1992/93.
- 5 Supercopa croata de futbol: 2005, 2004, 1994, 1993, 1992.
- 9 Lliga iugoslava de futbol: 1978/79, 1974/75, 1973/74, 1970/71, 1954/55, 1952, 1950, 1929, 1927.
- 9 Copa iugoslava de futbol: 1990/91, 1986/87, 1983/84, 1976/77, 1975/76, 1974, 1972/73, 1971/72, 1966/67.

## Jugadors destacats
| Nom             | Nacionalitat            | Posició     | Anys                            | Partits     | Gols |
| --------------- | ----------------------- | ----------- | ------------------------------- | ----------- | ---- |
| Vladimir Beara  | Iugoslàvia              | Porter      | 1947 - 1955                     | 308         | ?    |
| Ivan Katalinić  | Iugoslàvia              | Porter      | 1972 - 1980                     | 195         | ?    |
| Zoran Simović   | Iugoslàvia              | Porter      | 1980 - 1984                     | 84          | 0    |
| Ivan Pudar      | Iugoslàvia              | Porter      | 1979 - 1990                     | 158         | ?    |
| Tonči Gabrić    | Iugoslàvia · Croàcia    | Porter      | 1987-1988/1994 - 1999           | ?           | ?    |
| Stipe Pletikosa | Croàcia                 | Porter      | 1997-2003/2005-2006             | 165         | 4    |
| Slavko Luštica  | Iugoslàvia              | Defensa     | 1940 - 1956                     | 634         | 86   |
| Luka Peruzović  | Iugoslàvia              | Defensa     | 1972 - 1979/1986-1987           | ?           | ?    |
| Vilson Džoni    | Iugoslàvia              | Defensa     | 1967 - 1978                     | ?           | ?    |
| Dragan Holcer   | Iugoslàvia              | Defensa     | 1967 - 1975                     | 419         | 9    |
| Ivan Buljan     | Iugoslàvia              | Defensa     | 1968 - 1976                     | 402         | 58   |
| Vedran Rožić    | Iugoslàvia              | Defensa     | 1972 - 1984                     | ?           | ?    |
| Zoran Vujović   | Iugoslàvia              | Defensa     | 1976 - 1986                     | 232         | 38   |
| Slaven Bilić    | Croàcia                 | Defensa     | 1992-1993/2000                  | 117         | 12   |
| Robert Jarni    | Iugoslàvia              | Defensa     | 1986-1991                       | 128         | 17   |
| Jiří Sobotka    | Txecoslovàquia          | migcampista | 1940 - 1941                     | 42          | 28   |
| Branko Oblak    | Croàcia                 | migcampista | 1973 - 1975                     | 66          | 24   |
| Dražen Mužinić  | Croàcia                 | migcampista | 1971 - 1980                     | ?           | ?    |
| Ivica Hlevnjak  | Croàcia                 | migcampista | 1962 - 1973                     | 665         | 237  |
| Dušan Pešić     | Iugoslàvia              | migcampista | 1982-1984                       | ?           | ?    |
| Jurica Jerković | Iugoslàvia              | migcampista | 1968 - 1978                     | ?           | ?    |
| Ivan Gudelj     | Iugoslàvia              | migcampista | 1979 - 1986                     | 161         | 34   |
| Niko Kranjčar   | Croàcia                 | migcampista | 2005 - 2006                     | 50          | 15   |
| Milan Rapaić    | Croàcia                 | migcampista | 1991-1996/2003                  | 98          | 23   |
| Blaž Slišković  | Iugoslàvia              | migcampista | 1981 - 1986                     | 101         | 23   |
| Aljoša Asanović | Iugoslàvia · Croàcia    | migcampista | 1984 - 1990/1994-1996/2001      | 150         | 36   |
| Ljubo Benčić    | Iugoslàvia              | Davanter    | 1922 - 1935                     | 353         | 355  |
| Frane Matošić   | Iugoslàvia              | Davanter    | 1935 - 1939/1940-1941/1944-1955 | 739         | 729  |
| Vlade Kragić    | Iugoslàvia              | Davanter    | 1929 - 1940                     | 354         | 266  |
| Bernard Vukas   | Iugoslàvia              | Davanter    | 1947 - 1957/1959-1962           | 615         | 300  |
| Andrija Anković | Iugoslàvia              | Davanter    | 1958 - 1967                     | 326         | 250  |
| Nikola Gazdić   | Iugoslàvia · Iugoslàvia | Davanter    | 1913 - 1921                     | 91          | 106  |
| Pero Nadoveza   | Iugoslàvia              | Davanter    | 1963 - 1973                     | 460         | 296  |
| Ivica Šurjak    | Iugoslàvia              | Davanter    | 1971 - 1981                     | ?           | ?    |
| Slaviša Žungul  | Iugoslàvia              | Davanter    | 1972 - 1978                     | ?           | ?    |
| Zlatko Vujović  | Iugoslàvia              | Davanter    | 1976 - 1986                     | 240         | 101  |
| Alen Bokšić     | Iugoslàvia              | Davanter    | 1987 - 1991                     | 95          | 27   |
| Vlatko Đolonga  |                         |             | Defensa                         |             |      |
| Goran Sablić    |                         |             |                                 |             |      |
| Tomislav Erceg  |                         | Iugoslàvia  |                                 | 1991 - 1995 |      |
| Ivan Radeljić   |                         | Iugoslàvia  |                                 |             |      |